# Guachapala (kanton)
Guachapala – kanton w Ekwadorze, w prowincji Azuay. Stolicą kantonu jest Guachapala.